# Fuerzas de Seguridad de Israel
El Establecimiento de Seguridad de Israel, Establecimiento de Defensa de Israel o simplemente Fuerzas de Seguridad de Israel (en hebreo: מערכת הביטחון הישראלית‎) está constituido por varias organizaciones responsables en conjunto de la seguridad de Israel. Las organizaciones son independientes entre sí, pero cooperan unas con otras. Las hay tanto de carácter civil como militar: la lista incluye al ejército, agencias gubernamentales, organizaciones de aplicación de la ley y a funcionarios públicos así como a las organizaciones voluntarias de primeros auxilios, constituidas por civiles y asistidas por el propio Estado de Israel.

## Policía Israelí
Es una fuerza de seguridad civil encargada de mantener el orden en el Estado de Israel. De igual modo que la mayor parte de fuerzas policiales del mundo, sus funciones incluyen la lucha contra el crimen, el control del tránsito y el mantenimiento de la seguridad ciudadana.
- La Guardia Civil: es una organización de ciudadanos voluntarios  que le asisten en la labor policial cotidiana. Los miembros son capacitados para proporcionar la respuesta inicial a una situación de seguridad hasta que llegue la Policía. Los voluntarios de la Guardia Civil  están armados con carabinas m4 personales y pistolas. La Guardia Civil también tienen unidades especiales, en la que sus miembros requieren más capacitación y un mayor nivel de compromiso.
- La Policía de Fronteras de Israel: El Magav es el brazo armado de la policía y sirve principalmente en las fronteras, en Judea y Samaria y en las zonas rurales. La Policía de Fronteras está formada por agentes voluntarios y por reclutas de las FDI que realizan el servicio militar en la Policía.

- La Guardia de la Knéset (en hebreo: Mishmar HaKnesset) es una organización responsable de la seguridad de la Knéset y la protección de sus miembros (diputados). Además de sus deberes cotidianos, la Guardia de la Knéset juega un papel ceremonial, saludando a dignatarios y participando en la ceremonia anual en el Monte Herzl en la víspera del Día de la Independencia de Israel.

- El Servicio de Prisiones del Estado de Israel (en hebreo: שירות בתי הסוהר ) es la organización nacional gubernamental que sirve como gestor de las cárceles israelíes y forma parte del sistema penal israelí. Sus tareas son, mantener los prisioneros detenidos bajo unas condiciones adecuadas y seguras, proveer las necesidades básicas de los presos, aplicar medidas correctivas adecuadas a cada prisionero, para mejorar su capacidad para integrarse de nuevo en la sociedad una vez los presos sean liberados.

- La Yamam (acrónimo de Unidad Especial de Policía) es la élite de la policía la unidad de rescate de rehenes. Es conocido como uno de los más experimentados y especializados en el mundo. La unidad ha participado en cientos de operaciones dentro y fuera de las fronteras de Israel.[1]
- La Yasam es la unidad antiterrorista de guardia en cada distrito. Las unidades, que originalmente comenzaron como Granaderos, fueron llamadas para ayudar en operaciones de lucha contra el terrorismo. Se ha ganado una reputación de ser la fuerza de élite de guardia y están listos en cualquier momento. El Yasam tiene subunidades de respuesta rápida que operan con motocicletas.

- La Policía Militar de Israel (en hebreo: המשטרה הצבאית) (HaMishtara HaTzvait ) es un cuerpo policial y una unidad militar que pertenece a las Fuerzas de Defensa de Israel, la unidad fue creada en 1948 y realiza tareas de seguridad ciudadana y gendarmería, sus actividades principales son: el control del tránsito de los vehículos militares, la investigación de los delitos que han sido cometidos por soldados israelíes, detener a los desertores de las FDI, la vigilancia de las bases militares de las FDI, la custodia de los soldados que han sido hechos prisioneros, ayudar a la Policía de Fronteras de Israel en los territorios de Judea y Samaria, la prevención de delitos y colaborar con la Policía de Israel y con las autoridades civiles del Estado.

## Servicios de rescate
- Brigada de Rescate y Entrenamiento
- Mando del Frente Doméstico
- Servicio de Fuego y Rescate de Israel
- Unidad táctica de rescate especial 669
- ZAKA

## Servicios médicos
- Cuerpo Médico
- Maguén David Adom
- United Hatzalah